# Trossö-Kalvö-Lindö (naturreservat)
Trossö-Kalvö-Lindö är ett naturreservat i  Tanums socken i Tanums kommun i Bohuslän. Det omfattar de sammanvuxna öarna Trossö-Kalvö-Lindö och omgivande vatten med undantag för bebyggelsen centralt på den mittersta ön Kalvö. Reservatet ingår i EU-nätverket Natura 2000 och förvaltas av Västkuststiftelsen.
Öarna har en varierad natur med karga klippor i väster och frodig växtlighet i öster. Bottnarna runt öarna är täckta av ålgräs som utgör viktiga yngelplatser för många fiskarter. Den kalkhaltiga jordmånen har skapat en rik flora med ovanliga orkidéer som skogsknipprot och grönvit nattviol. De östra delarna av öarna är viktiga som både sträck- och häckningslokaler, bland de många fågelarterna finns enkelbeckasin, svartsnäppa och grönbena. På den nordligaste ön, Lindö finns gammalt odlingslandskap och på de båda andra öarna finns betesmarker.